# Lilian Bryner

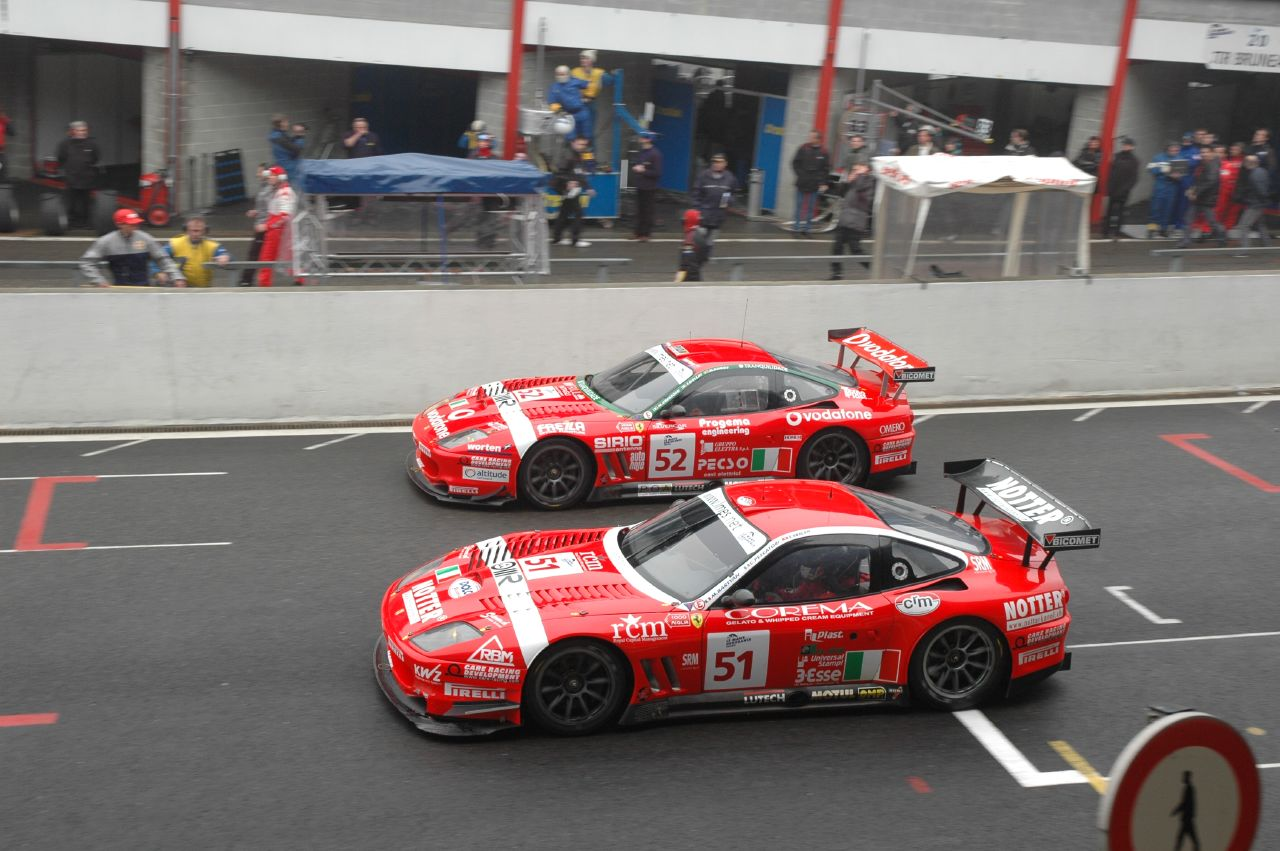
Ferrari 550 GTS Maranello der BMS Scuderia Italia

Lilian Bryner-Keller (* 21. April 1959 in Mailand) ist eine Schweizer Rennfahrerin und Hubschrauberpilotin. 

## Leben und Karriere
Bereits in den Jahren 1991 bis Ende 1994 fuhr sie im Porsche Clubsport. Da es keine Rennstrecken in ihrer Heimat Schweiz gab, fuhr sie im benachbarten Deutschland ihre Rennen. 1995 gewann sie den Porsche Cup für den besten Privatfahrer. Im selben Jahr fuhr sie auch in der BPR Global GT Series und belegte den 3. Platz in der Gesamtwertung mit einem Porsche 911 GT2. Lilian Bryner wurde vor allem durch ihre Teilnahme an der FIA-GT-Meisterschaft von 1997 bis 2005 bekannt. 
Ihre erste komplette Saison in der FIA-GT-Meisterschaft fuhr sie 2003, mit einer Pole-Position und sechs Podestplätzen belegte sie den dritten Platz in der Meisterschaft 2003. 2004 gewann sie das 24-Stunden-Rennen in Spa-Francorchamps mit einem Ferrari 550 GTS Maranello der BMS Scuderia Italia zusammen mit Luca Cappellari, Fabrizio Gollin und Enzo Calderari und die FIA-GT-Meisterschaft 2004.
Ihre letzte Saison in der FIA-GT-Meisterschaft war im Jahr 2005.
Lilian Bryner ist Berufspilotin und Hubschrauber-Fluglehrerin am Heliport vom Flugplatz Ambrì, von wo aus das Hubschrauberunternehmen «Heli Rezia» Transport- und Passagierflüge unternimmt.

## Statistik

### Le-Mans-Ergebnisse
| Jahr | Team                 | Fahrzeug                  | Teamkollege    | Teamkollege         | Platzierung | Ausfallgrund |
| ---- | -------------------- | ------------------------- | -------------- | ------------------- | ----------- | ------------ |
| 1993 | Cartronic Motorsport | Porsche 911 Carrera 2 Cup | Enzo Calderari | Luigino Pagotto     | Ausfall     | Unfall       |
| 1994 | Écurie Biennoise     | Porsche 911 Carrera       | Enzo Calderari | Renato Mastropietro | Rang 9      |              |
| 1995 | Stadler Motorsport   | Porsche 911 GT2           | Enzo Calderari | Andreas Fuchs       | Ausfall     | Unfall       |
| 1997 | Stadler Motorsport   | Porsche 911 GT2           | Enzo Calderari | Angelo Zadra        | Ausfall     | Ölleck       |

### Sebring-Ergebnisse
| Jahr | Team               | Fahrzeug                | Teamkollege    | Teamkollege         | Platzierung | Ausfallgrund |
| ---- | ------------------ | ----------------------- | -------------- | ------------------- | ----------- | ------------ |
| 1994 | Ecurie Biennoise   | Porsche 911 Carrera RSR | Enzo Calderari | Renato Mastropietro | Rang 9      |              |
| 1996 | Stadler Motorsport | Porsche 911 Carrera RSR | Enzo Calderari | Ulli Richter        | Ausfall     | Motorschaden |
| 1997 | Stadler Motorsport | Porsche 911             | Enzo Calderari | Ulli Richter        | Rang 14     |              |